# Museo Picasso de Antibes
El Museo Picasso de Antibes es un museo francés, dedicado a Picasso, situado en un castillo en la ciudad de Antibes, departamento de Alpes Marítimos, en la región Provenza-Alpes-Costa Azul.
El castillo y el museo fueron declarados monumento histórico el 4 de junio de 1993

## Historia
El museo está ubicado en un castillo construido en el siglo XII, propiedad de la familia Grimaldi desde 1385. En 1608 el castillo es adquirido por Enrique IV para la Corona francesa. Después fue sede del gobernador, ayuntamiento y cuartel. En el año 1924, estando el castillo en ruinas se convierte en un museo de arqueología. 
En 1946 Romual Dor de la Souchère conservador del museo le propone a Picasso que instale su taller en las instalaciones del castillo Grimaldi dado que el pintor en conversación con el conservador se había quejado de la falta de espacio para pintar. El pintor acepta la propuesta y se traslada al palacio. Picasso llega a afirmar 

aquí no sólo voy a pintar para mí. Voy a decorar el museo

 Entre septiembre y octubre de 1946 pintó veintidós paneles para el palacio, 23 pinturas y 44 dibujos.
En 1957 Picasso recibe el título de «Citoyen d’honneur de la ville d’Antibes». Finalmente, en 1966 se convierte en Museo Picasso y Romual Dor de la Souchère se convertirá en su primer conservador. Podemos encontrar unas 275 obras del autor malagueño entre otros autores como Arman, Balthus, César, Max Ernst, Klein, Miro, Viallat, Davide Orler. Jacqueline Picasso legó al museo en 1990 nuevas obras.
El Museo Picasso se cerró por obras durante algunos años. Se reabrió el 20 de julio de 2008. Durante el tiempo que estuvo de reformas sus fondos estuvieron en exposiciones temporales en otros museos.
Entre los artistas representados están aparte de Picasso, Nicolas de Staël, Léger, Francis Picabia, Magnelli, Arman Fernández, César, Modigliani, Prassinos, Martial, Raysse, Yves Klein, Louis Cane, David Hockney, Le Brocquy, Antonio Saura, Raynaud, Brassaï, Balthus, Valls.